# Fokker T.IX
De Fokker T.IX is een bommenwerper die door Fokker is ontwikkeld en gebouwd.
Dit toestel was het eerste geheel metalen vliegtuig dat in Nederland is gebouwd. Verder was het het zwaarste vliegtuig dat door Fokker voor de oorlog werd ontwikkeld.
Het toestel was als prototype bommenwerper bestemd voor de Militaire Luchtvaart van het Koninklijk Nederlands-Indisch Leger (ML-KNIL) om de Martin B-10 te vervangen. Het toestel werd ontworpen door Ir. M. Beeling. Het toestel werd niet besteld en is ook nooit in Nederlands-Indië geweest.
De Luchtvaartafdeeling toonde ook interesse voor de T.IX als opvolger van de Fokker T.V. De onderhandelingen met Fokker verliepen vrij vlot want men was bang om weer met een prototype te blijven zitten. Het was namelijk niet de eerste keer dat de ML-KNIL een ontwerp bij Fokker bestelde en er later van afzag.
De eerste vlucht vond op 10 september 1939 plaats vanaf Schiphol met als piloot Hidde Leegstra. De testvlucht verliep vlekkeloos en kort na de start werd het landingsgestel al ingetrokken. Door de regulateurschroeven was het toestel erg stil tijdens de vlucht. Het toestel voerde het registratienummer 970. Het is ook twee weken voorzien geweest van de Indische registratie 701.
Op 8 maart 1940 liep de T.IX schade op als gevolg van het wegklappen van het landingsgestel tijdens de landing op Schiphol. Na dit ongeluk heeft het toestel niet meer gevlogen. Het had toen vijftig vluchten gemaakt met een gezamenlijke duur van 30 uur en 8 minuten.
Na de capitulatie van Nederland in de Tweede Wereldoorlog viel de T.IX in Duitse handen. Na enige tijd werden de motoren, die van Britse makelij waren, eruit gehaald en naar Duitsland gestuurd voor onderzoek. Het toestel liet men verder ongemoeid, maar werd later zwaar beschadigd tijdens een geallieerd bombardement op Schiphol. Onderdelen van de T.IX hebben jarenlang bij de Technische Hogeschool in Delft en op Gilze-Rijen gelegen voor ze in 1960 werden vernietigd.